# Markowizna (województwo łódzkie)
Markowizna – kolonia w Polsce, w województwie łódzkim, w powiecie pajęczańskim, w gminie Sulmierzyce.
Do 2023 miejscowość była przysiółkiem wsi Łęczyska.
W latach 1975–1998 przysiółek administracyjnie należał do województwa piotrkowskiego.